# Klanostěnka
Klanostěnka (Schizophragma) je rod rostlin patřící do čeledi hortenziovité (Hydrangeaceae).

## Použití
Klanostěnku Schizophragma hydrangeoides lze použít v ČR jako popínavou okrasnou rostlinu. Má sbírkový význam.